# .aw
.aw – krajowa domena internetowa najwyższego poziomu przypisana dla stron internetowych z Aruby od 1996 roku, jest administrowana przez SETAR. 
Rejestracja odbywa się bezpośrednio na drugim poziomie, ale istnieje również możliwość rejestracji na trzecim poziomie w domenie .com.aw przeznaczonej do zastosowań komercyjnych.